# 帽盔山街道
帽盔山街道，是中华人民共和国辽宁省丹东市振兴区下辖的一个乡镇级行政单位。

## 行政区划
帽盔山街道下辖以下地区：
红房一社区、红房二社区、红房三社区、白房一社区、白房二社区、铁矿沟社区和白房村。